# Yale (Illinois)
Pour les articles homonymes, voir Yale (homonymie).
Yale est un village du comté de Jasper dans l'Illinois, aux États-Unis,. Situé au nord-est du comté, il est incorporé le 28 décembre 1929.

## Démographie
Lors du recensement de 2010, le village comptait une population de 86 habitants. Elle est estimée, en 2016, à 85 habitants.

## Source de la traduction
- (en) Cet article est partiellement ou en totalité issu de l’article de Wikipédia en anglais intitulé « Yale, Illinois » (voir la liste des auteurs).